# Callimachos
Callimachos (în greacă Καλλίμαχος, Kallímakhos; n. secolul al VI-lea î.Hr., Aphidna⁠(d), inland trittys⁠(d), Grecia – d. 490 î.Hr., Marathonas⁠(d), Attica Prefecture⁠(d), Grecia) a fost un comandant militar din Atena antică, având rangul de polemarh⁠(d) în timpul Bătăliei de la Maraton, care a avut loc în anul 490 î.Hr. Potrivit lui Herodot, el era născut în Attica, dema Aphidna⁠(d).

## Bătălia de la Maraton
Ca polemarh, Callimachos avea votul decisiv în hotărârile militare, împreună cu cei zece strategi (comandanții de rang înalt ai armatei ateniene: strategos, la plural strategoi). Dintre cei zece strategi, Miltiades a fost acela care l-a convins pe Callimachos să voteze în favoarea angajării unei bătălii decisive cu invadatorii perși, deoarece strategii erau împărțiți în mod egal în această chestiune. Se spune că Miltiades i-a replicat lui Callimachos chiar înainte ca polemarhul să-și dea votul: „Totul depinde acum de tine”.
În timpul bătăliei, ca polemarh, Callimachos a comandat aripa dreaptă a armatei, așa cum era obiceiul atenian în acea vreme. Cele două aripi (aripa stângă fiind alcătuită de către contingentul trimis de aliații din Plateea) i-au înconjurat pe perși după un atac frontal, aparent sinucigaș, declanșat de hopliții atenieni din centrul dispozitivului grec.
Deși grecii au ieșit victorioși din bătălie, Callimachos a fost ucis în timpul retragerii perșilor, în timp ce îi urmărea la corăbiile acestora.
Plutarh, în lucrarea sa: Moralia. Povestiri paralele grecești și romane, menționează că strategul Callimachos a fost străpuns cu atât de multe sulițe încât, chiar și atunci când murise deja, a continuat să rămână într-o postură dreaptă.
Atenienii au cinstit cum se cuvine memoria celor căzuți în luptă, printre care se afla și polemarhul Callimachos. Acesta, împreună cu cei circa 200 de atenieni căzuți în luptă (conform lui Herodot au murit în bătălie 192 atenieni și 11 plateeni) au fost îngropați pe loc, într-un tumul, care și astăzi încă domină, din mijlocul măslinilor, câmpia litorală de la Maraton.
La Atena, era obiceiul ca tatăl celui care a avut cea mai curajoasă moarte într-o luptă să rostească în mod public discursul funerar. Așa că, după bătălia de la Maraton, tatăl lui Callimachos și tatăl lui Cynaegirus⁠(d) s-au certat pe tema celui mai curajos erou căzut în acea luptă.
Callimachos a fost înfățișat, printre zeii și eroii atenieni, pe picturile murale de la Stoa Poikilè⁠(d). De asemenea, atenienii au ridicat o statuie pe Acropola din Atena în onoarea lui Callimachos, „Victoria lui Callimachos⁠(d)”.
Potrivit unor surse, înainte de bătălie, Callimachos a promis că, dacă grecii vor câștiga, îi va sacrifica zeiței Artemis Agrotera tot atâtea capre câte perși vor fi uciși pe câmpul de luptă. Atenienii și-au ținut promisiunea și au sacrificat în fiecare an câte 500 de capre, pentru că nu aveau destule capre pentru numărul mare de perși uciși în luptă la Maraton (circa 6.400).

## Statuia „Victoria lui Callimachos”

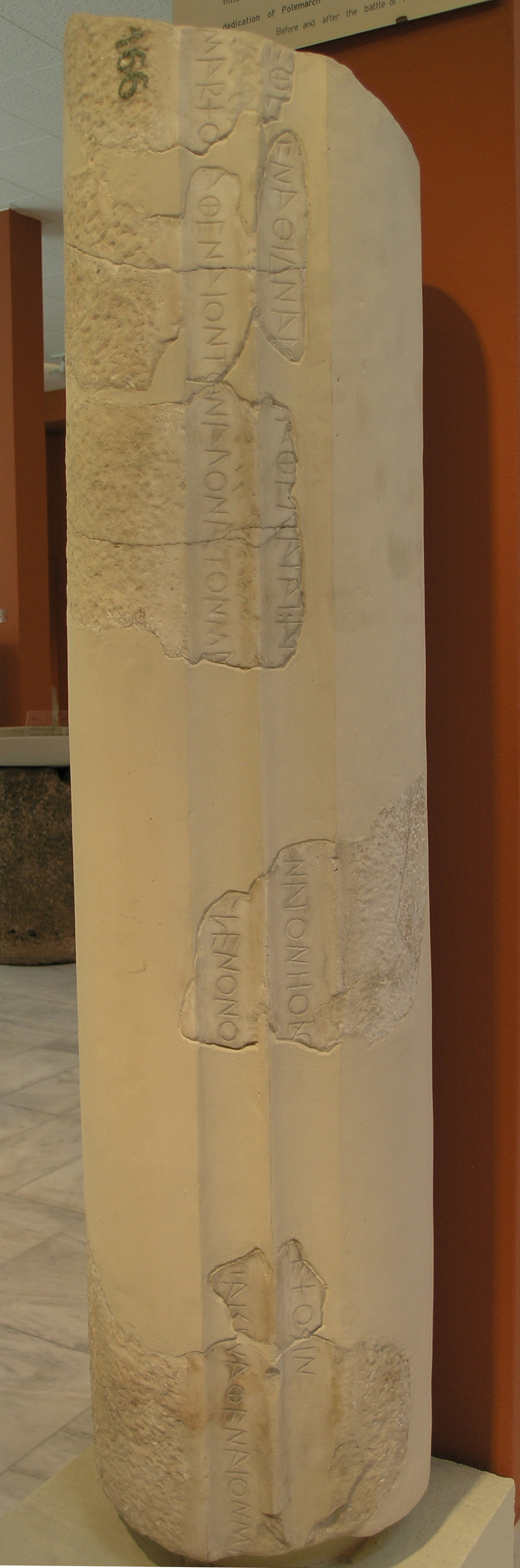
O parte a soclului statuii (coloana cu inscripții)

După Bătălia de la Maraton, atenienii au ridicat o statuie în onoarea lui Callimachos. Statuia, cunoscută ca „Victoria lui Callimachos”, a fost ridicată lângă Partenon (nu Partenonul care poate fi văzut în prezent, ci templul anterior, care a fost distrus de perși), pe Acropola din Atena. Statuia o înfățișa pe Nike (zeița victoriei), sub forma unei femei cu aripi, în vârful unei coloane cu inscripții. Înălțimea totală a monumentului era de peste 4,5 m, fiind sculptat din marmură de Paros.
Statuia a fost grav deteriorată de perși, când un deceniu mai târziu au cucerit Atena, arzând și distrugând aproape complet orașul (în 480 î.Hr.). O parte a monumentului a fost recuperat, dar capul statuii și părți ale trunchiului și mâinilor acesteia nu au mai fost niciodată găsite.
La 26 octombrie 2010, după ce monumentul „Victoria lui Callimachos” a fost restaurat, a fost expus pentru prima dată publicului ca monument complet la Muzeul Acropolei. Statuia a fost fixată pe o coloană de metal care menține diferitele părți ale statuii originale la un loc și este construită astfel încât eventual să poată fi atașate fragmente suplimentare dacă acestea vor fi găsite. Dezvelirea acestui monument restaurat a făcut parte dintr-o serie de evenimente programate de Ministerul Culturii și Turismului din Grecia pentru a sărbători aniversarea a 2.500 de ani de la Bătălia de la Maraton. De asemenea, s-a realizat și o reconstituire a monumentului, care înfățișează statuia așa cum arăta când era întreagă și nedeteriorată.